# Dvorac Stupinigi
Dvorac Stupinigi je barokni dvorac arhitekta Filippa Juvarre iz prve polovice 18. stoljeća u Nichelinu, oko 10 kilometara jugozapadno od Torina, na sjeverozapadu Italije.
Filippo Juvarra projektirao je lovački dvorac Stupinigi za savojskog kralja Viktora Amadeja II. između 1729. i 1733. godine. Stupinigi je izgrađen na ravnom terenu i ima razveden tlocrt. Kompleks je formiran kao kombinacija reprezentativne rezidencijalne palače te sadržaja za gospodarstvo i podvorbu. 

## Povijest
Stupinigi se nalazi na mjestu srednjovjekovnog dvorca Castelvecchio koji je pripadao ogranku obitelji Savoja, Savoja Acaja, koji su do 1416. bili gospodari Pijemonta (tada mnogo manjeg teritorija, no što je današnja provincija). Godine 1439. dvorac kupuje markiz Orlando Pallavicino, a 1563. nasljeđuje ga savojski vojvoda Emanuele Filiberto koji ga je kasnije dodijelio svećeničkom redu sv. Mauricijusa i Lazara. Godine 1832. vlasništvo nad dvorcem ponovno je pripalo obitelji Savoja, 1919. dvorac je nacionaliziran, a 1925. godine vraća se Redu u čijim je rukama i danas. Dvorac je bio omiljeno mjesto kraljevske obitelji Savoja za održavanje slavlja i vjenčanja. Interijer dvorca bogato su dekorirali venecijanski umjetnici, a freske u središnjoj dvorani rad su Giuseppea i Domenica Valerianija iz 1732. godine u baroknom stilu.

## Tlocrt
Tlocrt dvorca vrlo je složen i razveden. Središte tlocrta čini rotonda iz koje se nastavljaju 4 jednaka pravokutna krila koja svojom organizacijom čine Andrijin križ. Dvoja su krila bez fiksnih granica usmjerena u stražnji dio kompleksa, dok druga 2 kontinuiraju kako bi s ostalim zgradama kompleksa, formirale 2 prednja dvorišta. Ispred malog dvorišta formiran je polukrug. Dvorišta su hortikulturno uređena.
U centru rotonde nalazi se salon elipsoidnog oblika koji je ujedno i druga površinom najveća prostorija dvorca. U svakom od četiri krila, nalaze se po dvije prostorije kvadratnog oblika, te nekoliko uzdužnih manjih prostorija.
Složena organizacija dvorca s tlocrtnom tendencijom širenja krila te stvaranja unutarnjih dvorišta Cour d'Honneur, odraz je složenog projektantskog zadatka karakterističnog za arhitekturu zrelobaroknog doba. Zgrada se doima kao otvoren organizam koji je u interakciji s okolnim prostorom – prirodom.

## Pročelje
Pročelje rotonde podijeljeno je u 3 etaže. U prvoj se nalaze 3 jednaka pravokutna i polukružno zaključena prozora. Druga je zona atike s okomito postavljenima pravokutnim prozorima. Treća je zona jednaka prvoj, osim što je artikulacija jednostavnija. S bočnih strana rotonde izlaze lateralna krila zgrade. Krov rotonde najviši je na dvorcu. Svi krovovi dvorca imaju balustrade, većinom s kipovima. Zidovi dvorca raščlanjeni su pilastrima i mnogobrojnim arhitektonskom dekoracijom.

## Galerija
- Glavni prilaz palači dvorca
- Palača
- Dvorište dvorca
- Velika dvorana u glavnoj zgradi dvorca
- Detalj stropa velike dvorane
- Tlocrt

## Poveznice
- Dvorac
- Barok
- Barokna arhitektura

## Vanjske poveznice
- Tlocrt
- Pročelje
- Satelitski prikaz